# Helcococcus sueciensis
Helcococcus sueciensis è una specie di batterio appartenente alla famiglia delle Peptostreptococcaceae.